# 토요타 체이서
토요타 체이서(Toyota Chaser)는 일본의 자동차 메이커 토요타 자동차가 생산 및 판매한 중형 승용차이다. 형제 차종으로 크레스타와 마크 Ⅱ가 있었다. 판매되는 동안 닛산 스카이라인과 경쟁하였는데, 당시 4도어 하드탑 세단이 스포티한 이미지를 가지고 있어서 경쟁 차량에 부합하였기 때문이다.

## 1세대(X30/X40)

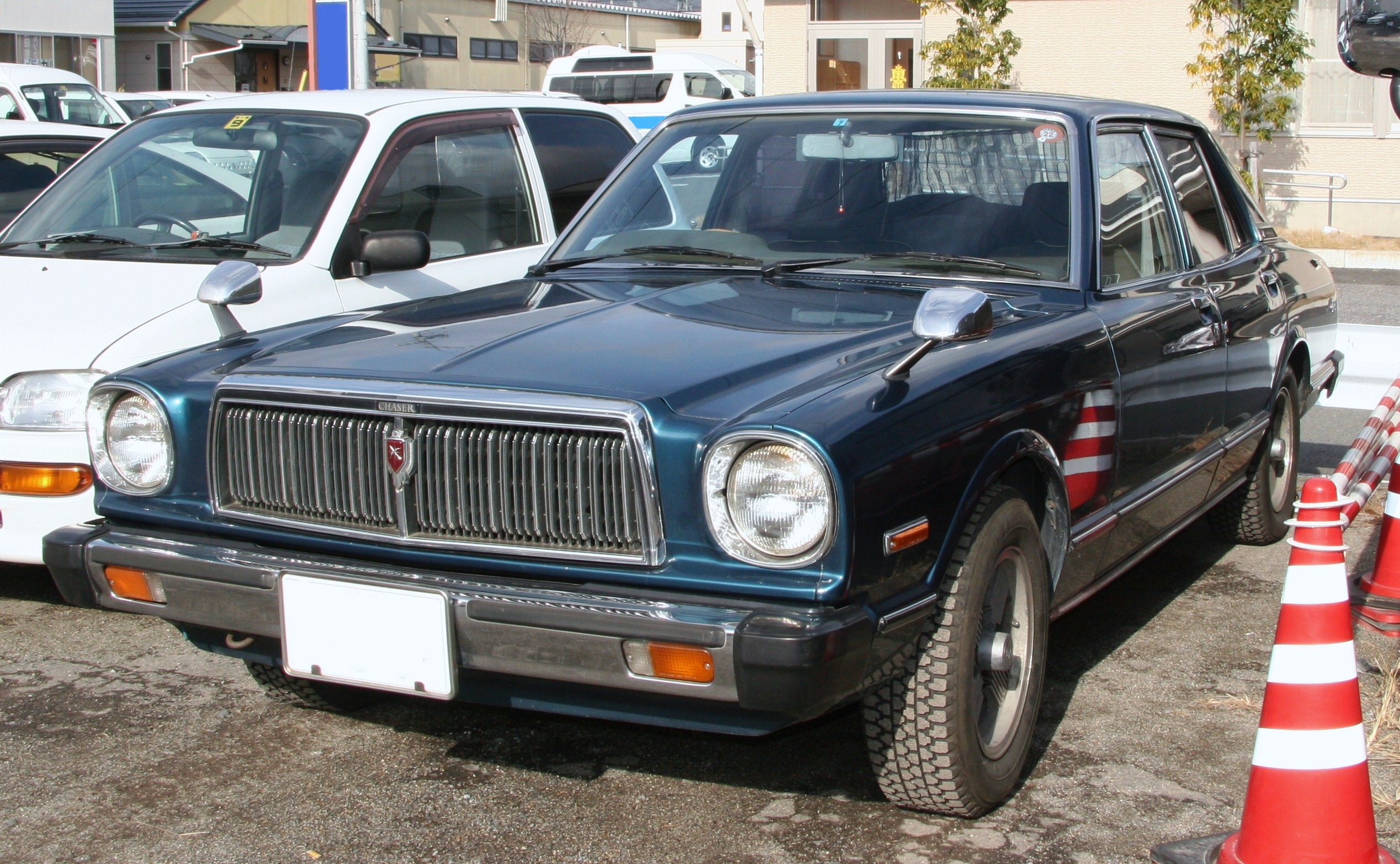
토요타 체이서(세단) 정측면

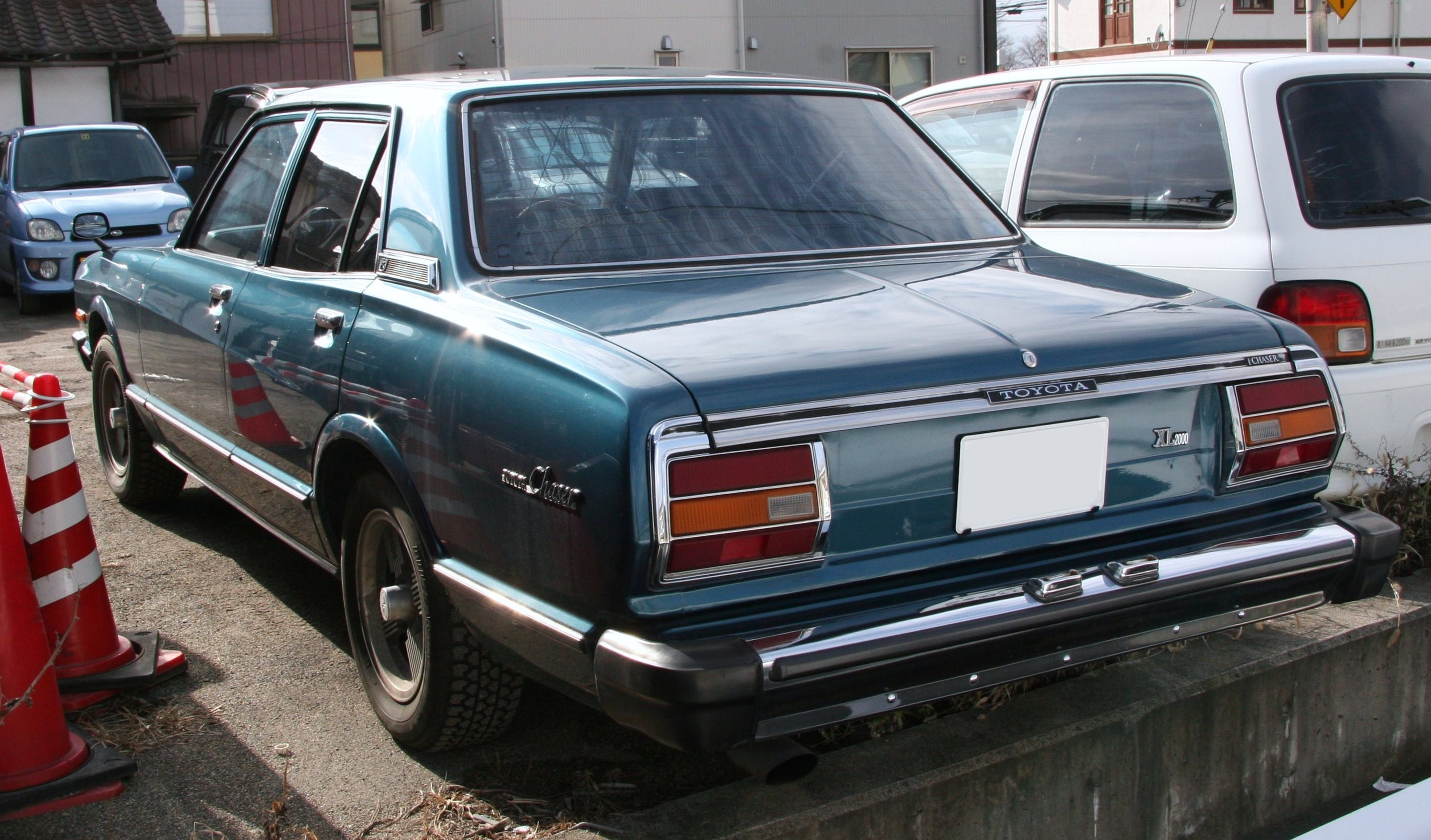
토요타 체이서(세단) 후측면

1977년 6월에 마크 Ⅱ의 자매 차종으로 출시되었다. 동급 차종인 닛산 스카이라인을 대항하기 위해 개발되어 마크 Ⅱ보다 젊은 고객을 겨냥하였다. 역대 체이서 중에서 유일하게 2도어 하드탑 쿠페도 존재하였으며, 마크 Ⅱ와 달리 2600cc 모델과 디젤 엔진, 스테이션 왜건, 밴은 출시되지 않았다. 출시 당시 CM으로 마사오 쿠사카리가 출연했다. 엔진은 직렬 4기통 1.8L 13T-U형, 2.0L 18R-U형, 직렬 6기통 2.0L M-U형 및 M-EU형이 존재했으며, 변속기는 3단/4단 자동과 4단/5단 수동 등 4가지가 있었다. 1978년 8월에 마이너 체인지를 거쳐 안테나를 뒷유리에 내장시켰으며 충격 흡수 범퍼를 옵션으로 추가하였고, 그 해 9월에는 2.0L 4기통 엔진이 18R-U에서 21R-U형으로 변경되었다. 1979년 3월에는 2000cc 6기통 기화기 사양이 향상되었다.

## 2세대(X50/X60)

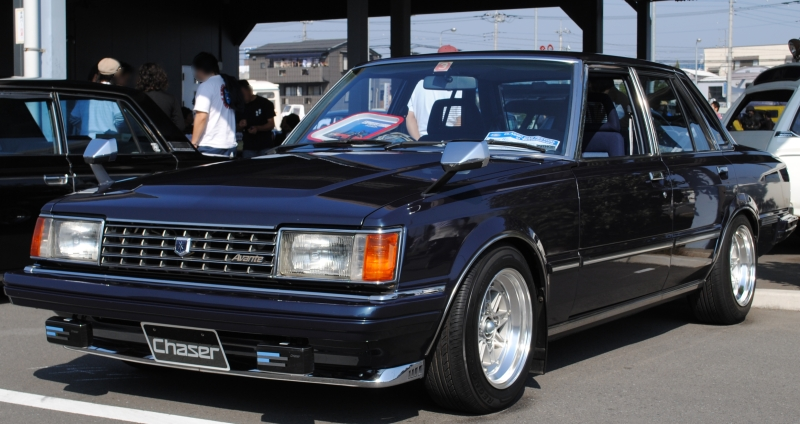
토요타 체이서 2000 아반떼 정측면

1980년 10월에 출시되었으며, 그 전에 4월에는 형제 차종인 크레스타가 출시되기도 했다. 2도어 하드탑 쿠페가 없어져 4도어 세단만 남았고, 이에 따라 하드탑 사양도 4도어로 변경되었다. 그리고 이 때부터 단단하게 세팅한 서스펜션과 미쉐린 타이어를 장착한 아반떼(Avante) 사양이 추가되었다. 엔진은 1세대에 장착했던 I4 1.8L 13T-U와 2.0L 21R-U형 외에도 2.0L 18R-GEU형과 직렬 6기통 2.0L 1G-EU, 2.8L 5M-EU형 가솔린, 직렬 4기통 2.2L L형 디젤 엔진도 제공되었다. 변속기는 1세대처럼 3단/4단 자동과 4단/5단 수동을 제공했다. 1981년 10월에는 직렬 6기통 2.0L M-TEU형 터보 엔진이 라인업에 추가되었고, 1982년 8월에 마이너 체인지를 거쳐 형제 차종인 마크 II와 크레스타에 장착되었던 트윈캠 엔진이 추가되었다. 1.8L 엔진은 1S-U형으로 변경되었고, I6 2.0L 1G-GEU형 엔진이 추가되었으며, 기존의 21R-U 및 5M-EU형 엔진은 삭제되었다. 디젤 엔진은 I4 2.4L2L-TE형 터보 엔진으로 변경되었다. 1983년 2월에는 2000 아반떼 트원캠 24 트림에 4단 전자 제어 자동변속기(ECT)가 추가되었다.

## 3세대(X70)

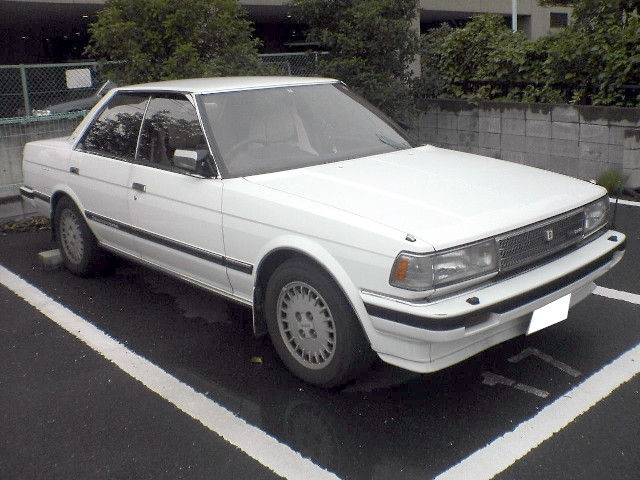
토요타 체이서 GT 트윈 터보 정측면

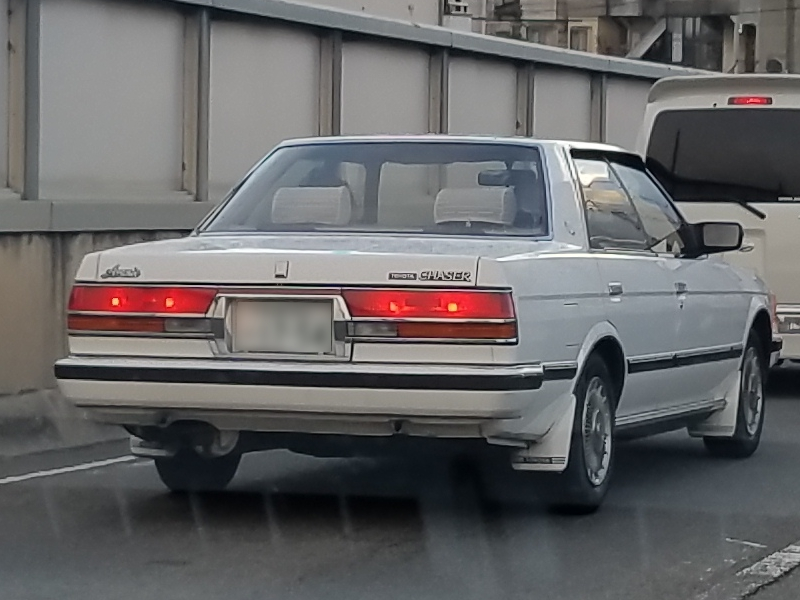
토요타 체이서 아반떼 후측면

1984년 8월에 출시되었다. 3세대는 4도어 하드탑 세단만 제공되었고, 아반떼 트림을 럭셔리 라인업으로 위치되었다. 이 때부터 변속기는 5단 수동과 4단 자동만 제공했다. 1985년 10월에는 마크 II 및 크레스타와 함께 1G-GTEU형 엔진을 장착한 GT 트윈터보가 추가되었다. 1986년 8월에 마이너 체인지를 거쳐 1G-GEU 엔진이 개량되었고 LPG 엔진을 3Y-PU형으로 변경되었으며, 범퍼 크기를 키우고 프론트 그릴을 바꾸었다. 1987년에는 토요타 오토 다마(多摩)에서 아반떼 HT 트윈 캠 24를 개조한 컨버터블 모델도 발매한 적이 있는데, 450만엔이라는 상당히 비싼 가격에 판매되었다.

## 4세대(X80)

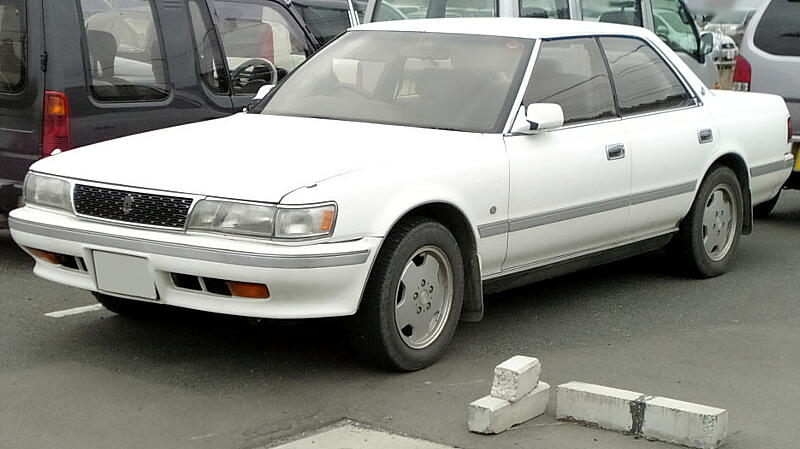
토요타 체이서 정측면

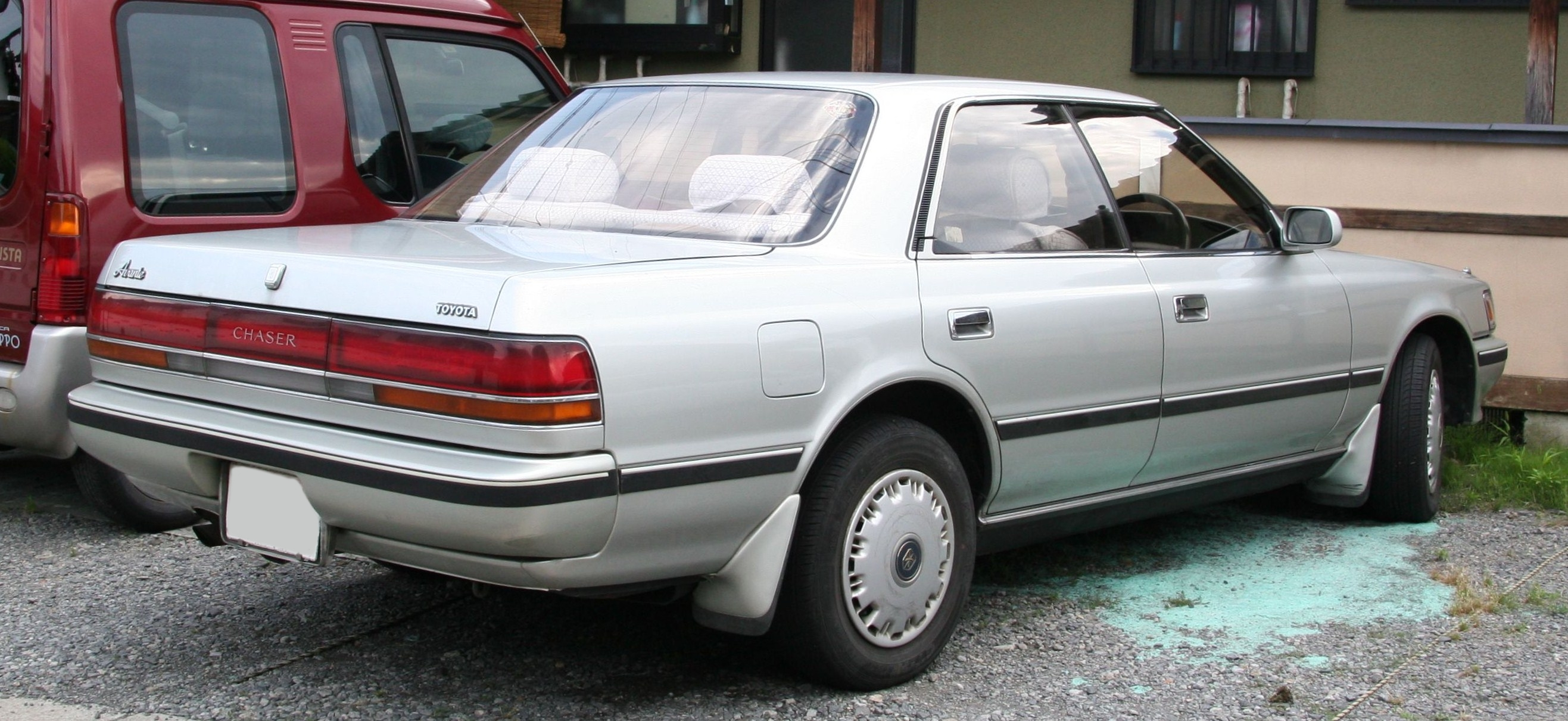
토요타 체이서 후측면

1988년 8월에 출시되었다. 4세대는 버블경제 시기와 맞물려 품질을 향상시키고 다양한 편의 장비들을 제공했다. 이 모델에 탑재된 가솔린 엔진은 모두 DOHC였고, 역대 체이서 중 마지막으로 교습용 차량으로도 판매되었다. 1990년 8월에는 마이너 체인지를 거쳐 전면 디자인을 수정하고 C필러에 엠블럼을 추가했으며, 2.0L 수퍼차저 및 트윈터보 엔진 모델이 없어진 대신 2.5L 1JZ-GE와 1JZ-GTE형 엔진이 추가되었다. 생산 기간 동안 닛산 스카이라인 4도어와 경쟁하였으나, 스포티한 이미지와 거리가 멀어서 그런지 저조한 판매 실적을 겪어오다 1992년 10월에 5세대가 출시되면서 단종되었다.

## 5세대(X90)

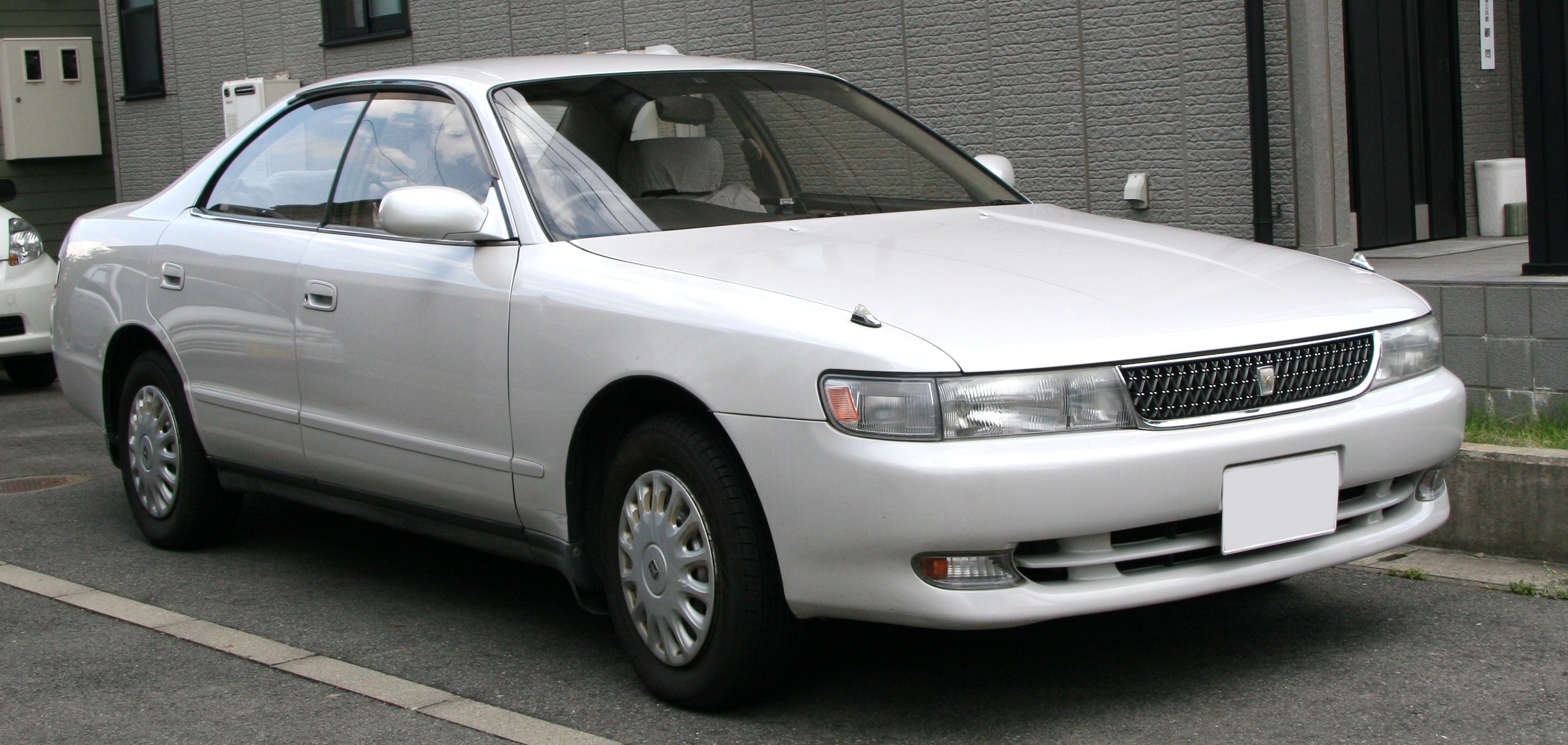
토요타 체이서 정측면

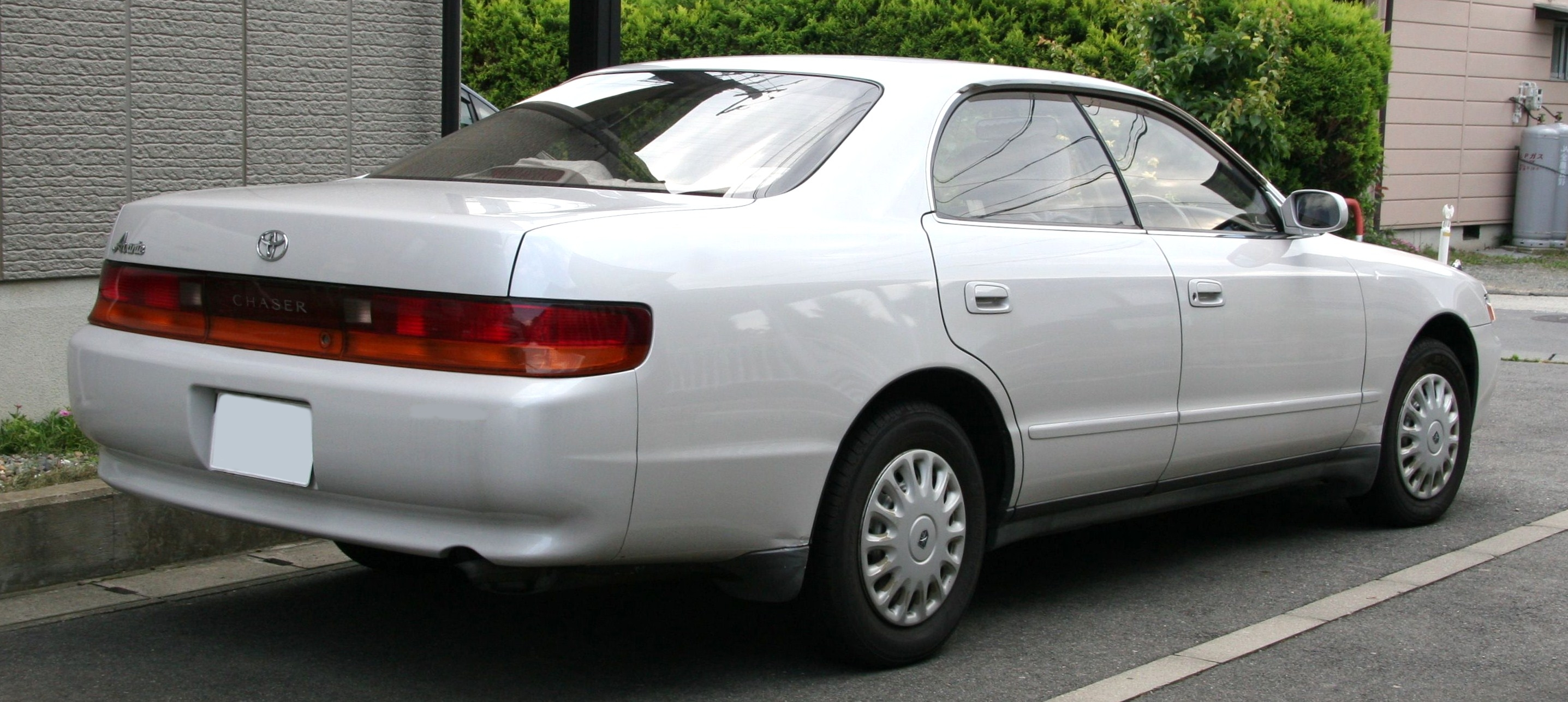
토요타 체이서 후측면

1992년 10월에 출시되었다. 4세대까지는 각졌던 디자인이었으나, 5세대는 과감하게 유선형 디자인으로 풀 모델 체인지를 거쳤다. 전폭을 1,750mm로 늘려 3넘버 사이즈로 커졌고, 퍼포먼스 스타일을 가미한 투어러 모델이 추가되어 선택의 폭을 넒혔다. 대신에 GT, SXL, XG 트림은 없어졌다. 엔진 라인업은 3.0L 2JZ-GE, 2.5L 1JZ-GTE와 1JZ-GE, 2.0L 1G-FE, 1.8L 4S-FE 가솔린과 2.4L 2L-TE 디젤이 있었고, 변속기는 5단 수동 또는 4단 자동이 제공되었다. 1993년 10월에는 2.5L 1JZ-GE 엔진 장착 모델에 4WD가 추가되었고, 1994년 9월에 전후면 디자인을 수정하는 마이너 체인지를 거쳤다. 1995년에 운전석 에어백을 기본으로 장착하도록 변경되었다. 그러나 경쟁 차종인 닛산 스카이라인의 텃세가 심한 탓에 카매니아들로부터 크게 주목받지 못했다.

## 6세대(X100)

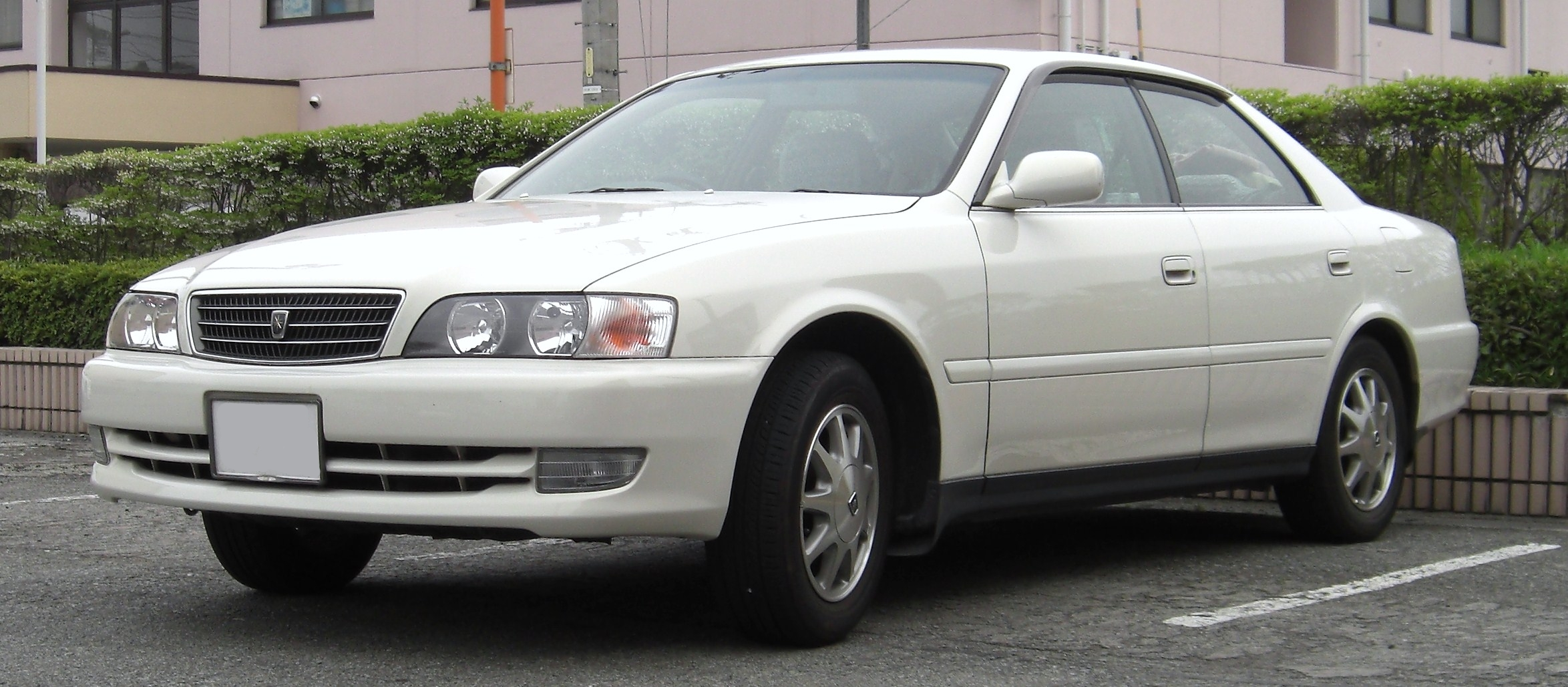
토요타 체이서(전기형) 정측면

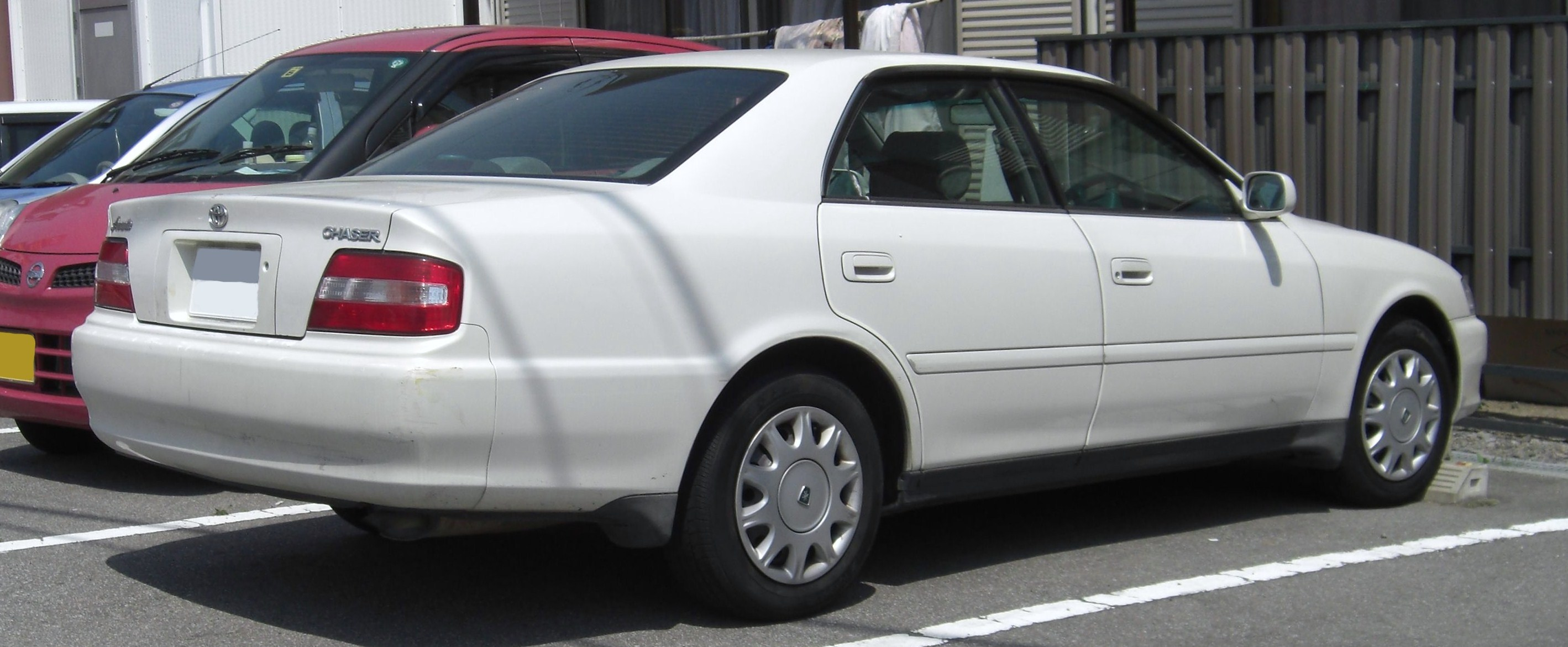
토요타 체이서(전기형) 후측면

1996년 9월에 출시되었다. 6세대는 이전보다 직선을 강조한 디자인을 적용했고, 스포티한 이미지로 마크 II 및 크레스타와 차별화했다. 엔진은 직렬 4기통 1.8L 4S-FE형, 직렬 6기통 2.0L 1G-FE형, 2.5L 1JZ-GE형, 2.5L 1JZ-GTE형 싱글 터보, 3.0L 2JZ-GE형 가솔린과 직렬 4기통 2.4L 2L-TE형 터보 디젤이 있었고, 기존의 5단 수동 및 4단 자동 외에도 5단 자동변속기가 추가되었다. 1998년 8월에 마이너 체인지를 거쳐 외관 디자인을 수정하고 1G-FE형 엔진의 출력을 기존의 140마력에서 160마력으로 올렸다. 투어러 모델의 스티어링 휠은 기존의 4스포크에서 3스포크 형태로 변경되었고, 디젤 엔진 장착 모델이 라인업에서 없어졌다. 아반떼 모델보다 투어러 모델이 더 잘 팔려 카매니아들에게 많은 찬사를 받았고, 투어러 모델로 튜닝하는 사례가 부쩍 늘어 선풍적인 인기를 끌었다. 2001년 7월에 후속 차종인 베로사가 출시되어 크레스타와 함께 단종되었다.

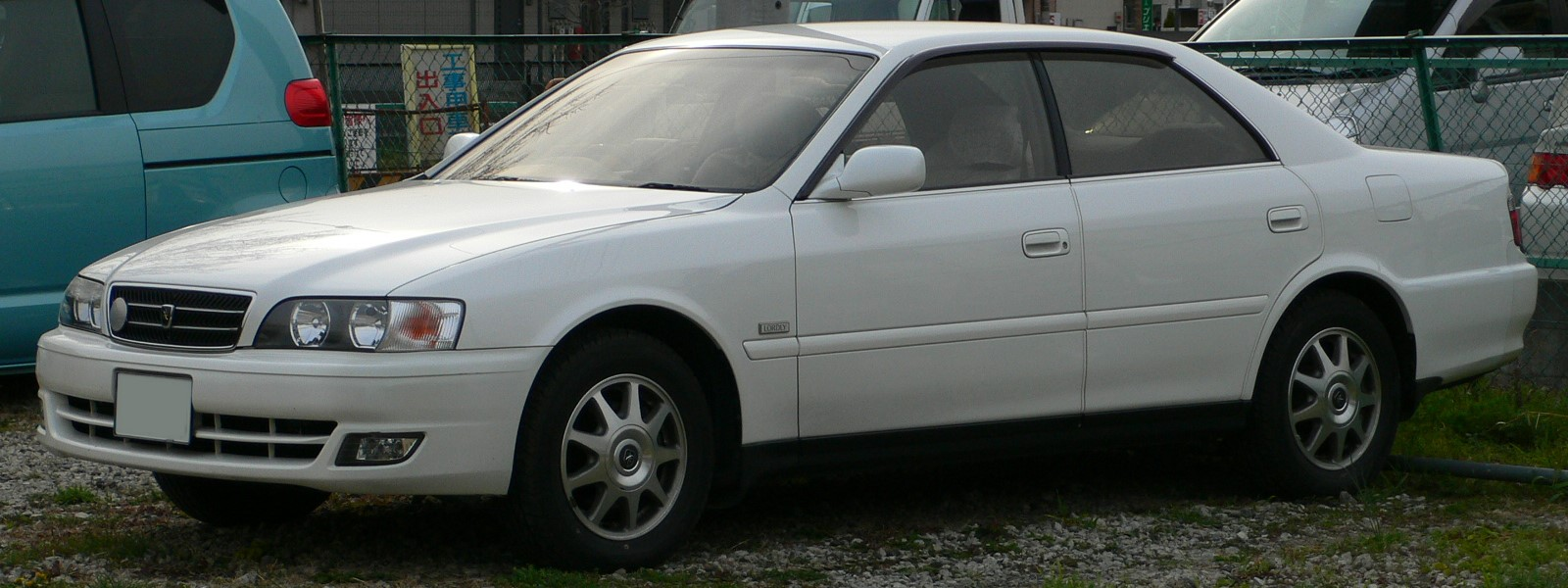
토요타 체이서(후기형) 정측면
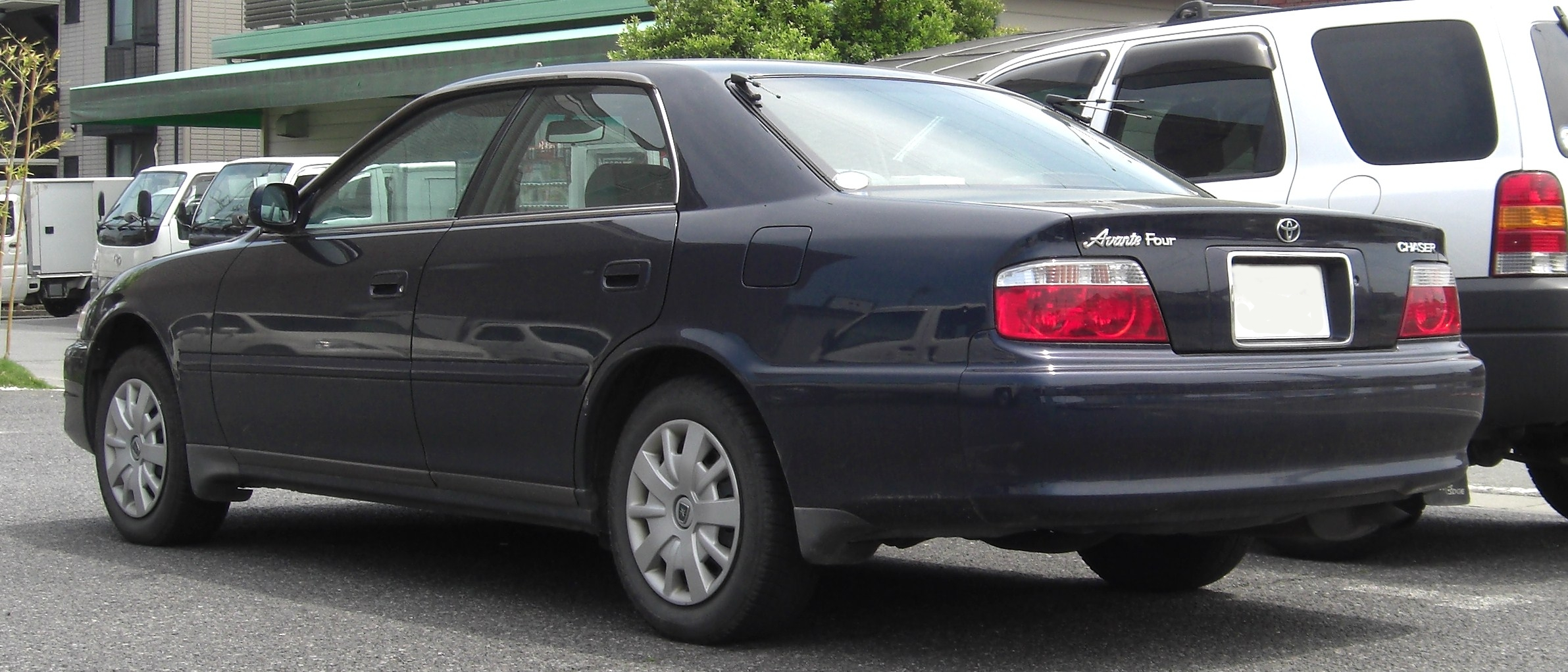
토요타 체이서(후기형) 후측면